# Chame (Panama)
Chame è un comune (corregimiento) della Repubblica di Panama situato nel distretto di Chame, provincia di Panama, di cui è capoluogo. Si estende su una superficie di 31,2 km² e conta una popolazione di 2.432 abitanti (censimento 2010).